# 維利尚卡區

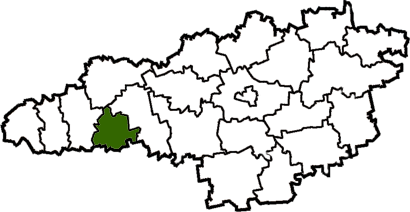

48°17′6″N 30°51′40″E / 48.28500°N 30.86111°E
維利尚卡區（烏克蘭語：Вільшанський район）是位於烏克蘭中部基洛夫格勒州的舊區，首府設於維利尚卡，並於2020年被撤銷。該區面積645平方公里，2013年人口13,092，人口密度每平方公里20.3人。